# Алимсултанов, Имам Вахарбиевич
Имампаша Вахарбиевич Алимсултанов (чечен. Алимсултанов Вахарбин кӏант Имампаша; 22 июня 1957, Киргизская ССР — 10 ноября 1996, Одесса) — чеченский поэт, бард, автор-исполнитель песен-баллад.

## Биография
Имам Алимсултанов — чеченец, представитель тайпа зогой. Родился в 1957 году в Киргизской ССР, годовалым ребёнком возвратился на родину. Окончил школу в селе Нурадилово Дагестанской АССР, после чего два года служил в Советской армии. Учился в политехническом институте в Ростове. По профессии — инженер-мелиоратор.
Музыкой начал заниматься с середины 1980-х годов, изучал Илли — традиционный жанр чеченского фольклора, основные составляющие которого — музыкальные речитативы, легенды, предания, сказания о героях в сопровождении трёхструнного инструмента пондура. Но вместо трёхструнного пондура Имам исполнял современные Илли в сопровождении гитары, перекладывая на музыку народные сказания и стихи, которые полюбились ему. Кроме народных и собственных текстов, он писал песни на стихи Умара Ярычева, Мусы Гешаева и др. известных чеченских поэтов. Первые записи Имама Алимсултанова — кассетные магнитоальбомы — появились в начале 1990-х годов. Его песни в отличие от другого популярного чеченского барда Тимура Муцураева более приближены к традиционной чеченской музыке. Наиболее популярными являются песни на чеченском языке из альбома «Знамя Газавата»: «Дагестан», «Газават», «Далёкая Родина» и «Гимн Чеченской Республики Ичкерия».
С началом Первой чеченской войны Имам Алимсултанов выступал перед чеченскими боевиками, потом по просьбе Джохара Дудаева отправился сопровождать раненых в Турцию. В Стамбуле он давал множество концертов, собирал деньги на лечение раненых. По возвращении в Чечню при его содействии были освобождены находившиеся в заложниках 25 украинских строителей из Кировограда. Когда он после освобождения заложников возвращался с тремя друзьями из своей артистической группы в Стамбул через Москву и Одессу, городской глава Одессы Эдуард Гурвиц предоставил для Имама зал музыкального театра, где с успехом прошли пять его концертов.

## Смерть

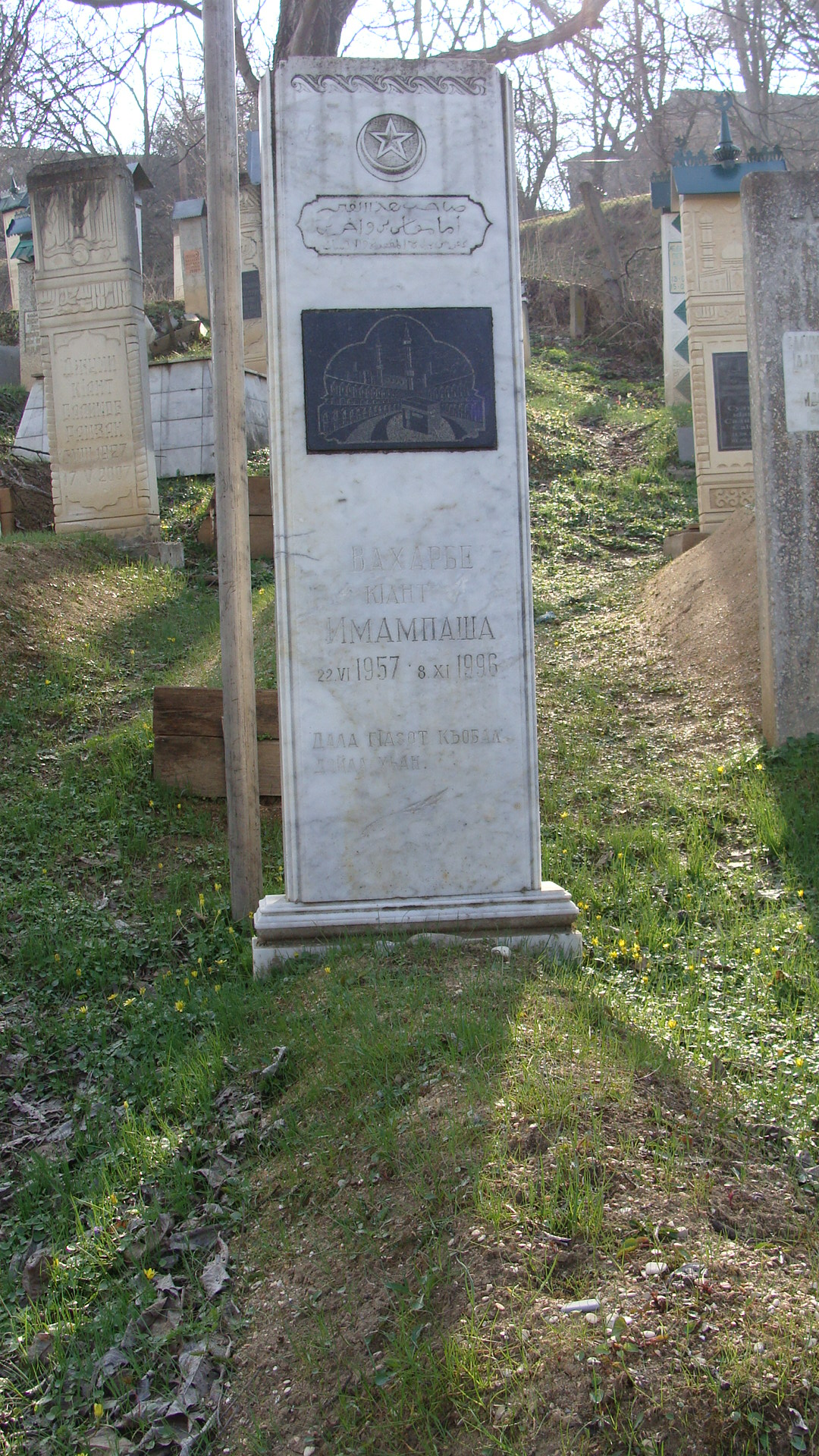
Могила Имама Алимсултанова.

В Одессе 10 ноября (по другим данным 8 ноября) 1996 года вечером в дом, где остановился певец и его группа, ворвались трое неизвестных, по словам очевидцев — в милицейской (по другим данным военной) форме, расстреляв в упор Имама и двух его товарищей, ещё один остался жив, он был в ванной. Это убийство осталось нераскрытым.

## Память
Имам Алимсултанов похоронен в родовом селе Новолакское, Республика Дагестан. В городе Хасавюрте 6 декабря 1996 года, решением местных властей, фрагмент Новолакского шоссе был переименован в улицу Имама Алимсултанова, там же разместили мемориальную доску в его честь.